# Пройссенштадион
Городской стадион на Хаммерштрассе, также известный как Пройссенштадион — легкоатлетический и футбольный стадион в городе Мюнстер, Германия, домашняя арена футбольного клуба «Пройссен». Построен в 1926 году, реконструирован в 2008—2009 годах.

## История

### Реконструкция 2008—2009 гг.
14 мая 2008 года публике был представлен предварительный план реконструкции стадиона, который не делался в таком объёме с 1948 года. Первоначально клуб планировал сотрудничать с компанией Walter Hellmich, но из-за запрошенной цены в € 5 150 000 от сотрудничества пришлось отказаться. Ремонт был доверен компании Paderborn Bremen AG, ранее уже занимавшейся реконструкцией и строительством таких спортивных объектов, как Energieteam Arena.
Первая игра на обновлённом стадионе прошла в 31 туре сезона 2010/11, когда «Пройссен» принимали фарм-клуб Боруссии Мёнхенгладбах. На игре был установлен новый рекорд посещаемости игр в четвёртом дивизионе — 18500 человек, а сама команда победила противника со счётом 3:0, что обеспечило ей продвижение в Третью лигу.
В ходе ремонтных работ на стадионе впервые в его истории было установлено электронное табло, производства ThyssenKrupp. 17 августа 2011 года на стадионе прошла игра с командой Бабельсберг 03 (1:1), перед которой было установлено новое освещение, предусмотренное регламентом Немецкого футбольного союза (DFB) для обеспечения стандартов телевизионной тренсляции.